# Silago
Silago è una municipalità di quarta classe delle Filippine, situata nella provincia di Leyte Meridionale, nella regione di Visayas Orientale.
Silago è formata da 15 barangay:
- Balagawan
- Catmon
- Hingatungan
- Imelda
- Katipunan
- Laguma
- Mercedes
- Pob. District I
- Pob. District II
- Puntana
- Salvacion
- Sap-ang
- Sudmon
- Tuba-on
- Tubod